# Santa Maria (Manteigas)
Santa Maria is een plaats (freguesia) in de Portugese gemeente Manteigas en telt 1609 inwoners (2001).